# Mailley-et-Chazelot
Mailley-et-Chazelot là một xã thuộc tỉnh Haute-Saône trong vùng Bourgogne-Franche-Comté phía đông nước Pháp.